# Sư Toản
Sư Toản (chữ Hán: 师纂, ? – 264) là tướng lĩnh nhà Tào Ngụy thời Tam Quốc trong lịch sử Trung Quốc.

## Cuộc đời và sự nghiệp
Không rõ tên tự và quê quán của Sư Toản. Ông là người có tính nóng nảy, ít ân huệ , vốn là chủ bộ của quyền thần Tư Mã Chiêu nhà Tào Ngụy, được điều làm Tư mã dưới quyền Chinh tây tướng quân Đặng Ngải .
Sư Toản theo Đặng Ngải vượt Âm Bình, cùng Đặng Trung đánh bại quân Thục Hán của do Gia Cát Chiêm chỉ huy ở Miên Trúc .
Đặng Ngải vào Thành Đô, thừa chế phong Sư Toản làm thứ sử Ích Châu .
Khi Đặng Ngải tự ý làm việc, trái với chỉ lệnh của Tư Mã Chiêu, Sư Toản cùng các tướng Ngụy báo với Tư Mã Chiêu rằng tội bội nghịch của Ngải đã rõ, vì thế Tư Mã Chiêu phát chiếu thư bắt Ngải bỏ xe tù đưa về Lạc Dương .
Sau khi Chung Hội làm loạn rồi bị giết, tướng sĩ dưới quyền Đặng Ngải đuổi theo xe tù để cứu ông ta ra. Vệ Quán sai Điền Tục tấn công Ngải ở phía tây Miên Trúc, giết chết cha con ông ta. Không rõ vì sao Sư Toản cũng có mặt ở đấy và ông bị giết cùng với cha con Ngải, thi thể không được nguyên vẹn .